# Летище Кансай

Международното летище Кансай е построено на изкуствен остров в залива Осака. То обслужва района на град Осака в Япония. Оперира се от едноименната компания „Международно летище Кансай“ ЕАД.
Главният терминал е проектиран от италианския архитект Ренцо Пиано. С дължина от 1,7 км той е най-дългият в света. Летище Кансай е построено с цел да се облекчи пътникопотока на летище Итами в Осака. След откриването на летище Кансай на 4 септември 1994 г. летище Итами започва да обслужва само вътрешни полети.

## Пътникопоток
През 2006 година са обслужени общо 16 689 658 пътници, от които 11 229 444 са международни, а 5 460 214 – вътрешни.

## Потъване
Инженерите са имали предвид минимално потъване на изкуствения остров след построяването му. През 1999 година на 5-ия рожден ден на летището се оказва, че островът вече е потънал с 8 метра, което е било очаквано да се случи след 40 години. При това островът потъва неравномерно. За да се нивелират нивата, инженерите решават да повдигнат 900-те колони, държащи конструкцията – така нивото на подземния етаж остава както преди, само първият етаж се повдига по-нависоко. Трябвало е да бъдат направени много корекции в архитектурата и конструкцията. След време положението е овладяно и островът потъва само с 5 см на година вместо с 5 см на месец, както първоначално.